# Oxyrhopus occipitalis
Oxyrhopus occipitalis – gatunek węża z rodziny połozowatych (Colubridae). Występuje w północnej i środkowej Ameryce Południowej w basenie Amazonki i na przyległych do niego zboczach górskich. Prowadzi głównie nocny, naziemny tryb życia.

## Systematyka
Takson ten po raz pierwszy zgodnie z zasadami nazewnictwa binominalnego jak uważa część autorów, opisał w 1824 roku niemiecki herpetolog i ornitolog Johann Georg Wagler w książce Johanna Baptista von Spixa Serpentum Brasiliensium species novae ou, Histoire naturelle des espèces nouvelles de serpens: recueillies et observées pendant le voyage dans l'intérieur du Brésil dans les années 1817, 1818, 1819, 1820... Autor nadał wężowi nazwę Natrix occipitalis. Obecnie część źródeł m.in. Reptile Database jako autora pierwszego opisu podaje Maximiliana zu Wied-Neuwieda. Jako miejsce typowe podaje się rzekę Solimõens w Brazylii. Holotyp nie zachował się, lektotyp ZSM 2053/0 to samiec o długości 746 mm. Nie wyróżnia się podgatunków.

### Etymologia
- Oxyrhopus: gr. οξυρροπος oxurrhopos „szybko pełzający”[6].
- occipitalis: łac. occiput – „z tyłu głowy”[3][7].

## Morfologia
Jest to małej wielkości wąż o głowie niewiele szerszej od szyi, żółtym pysku i czarnej plamie na górze głowy, dochodzącej do karku. Tułów średniej grubości. Tułów i ogon jednolicie czerwony lub czerwonopomarańczowy na grzbiecie i bokach, brzuch białawy. U młodocianych osobników występują pasy grzbietowe. Dorosły Oxyrhopus occipitalis może być mylony z Oxyrhopus formosus, przypomina także Drepanoides anomalus i Pseudoboa coronata, a młode Siphlophis ayauma, różni się jednak od wymienionych tym, że ma żółty pysk, a pozostałe czarny.
Wymiary:
|                          | Samiec  | Samica |
| Długość całkowita (mm)   | 927     | 1027   |
| Łuski grzbietowe (rzędy) | 19      | 19     |
| Tarczki brzuszne         | 183–198 | 189    |
| Tarczki podogonowe       | 84–92   | 88     |

## Występowanie
Oxyrhopus occipitalis występuje w Amazonii, w Gujanie, wschodniej Kolumbii, wschodnim Ekwadorze, południowej Wenezueli, północno-wschodnim Peru i zachodniej Brazylii. W Ekwadorze w prowincjach Sucumbíos, Napo, Pastaza, Zamora Chinchipe i Orellana.

## Ekologia i zachowanie
Gatunek prowadzi głównie nocny, naziemny tryb życia. Zamieszkuje  strefę tropikalną. Występuje w lasach dorzecza Amazonki, na wysokościach od poziomu morza do ponad 1000 m n.p.m. Żerują na gruncie lub na niskiej roślinności do około 50 cm nad ziemią. Jego dieta składa się głównie z jaszczurek i małych ssaków. Jest wężem lekko jadowitym, jego jad jest niebezpieczny dla małych zwierząt, ale nie dla ludzi. Jest gatunkiem jajorodnym, a w lęgu składa 13–17 jaj.

## Status zagrożenia
W Czerwonej księdze gatunków zagrożonych IUCN Oxyrhopus occipitalis jest klasyfikowany jako gatunek najmniejszej troski (LC, ang. Least Concern). Liczebność populacji nie jest określona, ale gatunek ten jest opisywany jako pospolity. Trend liczebności populacji nie jest określony.